# Szara eminencja
Treść tego artykułu należy opracować w taki sposób, aby nie uwypuklała nadmiernie polskiej specyfiki / aby nie zawężała się tylko do polskich warunków
Dokładniejsze informacje o tym, co należy poprawić, być może znajdują się w dyskusji tego artykułu.
 Po wyeliminowaniu niedoskonałości należy usunąć szablon {{Dopracować}} z tego artykułu.

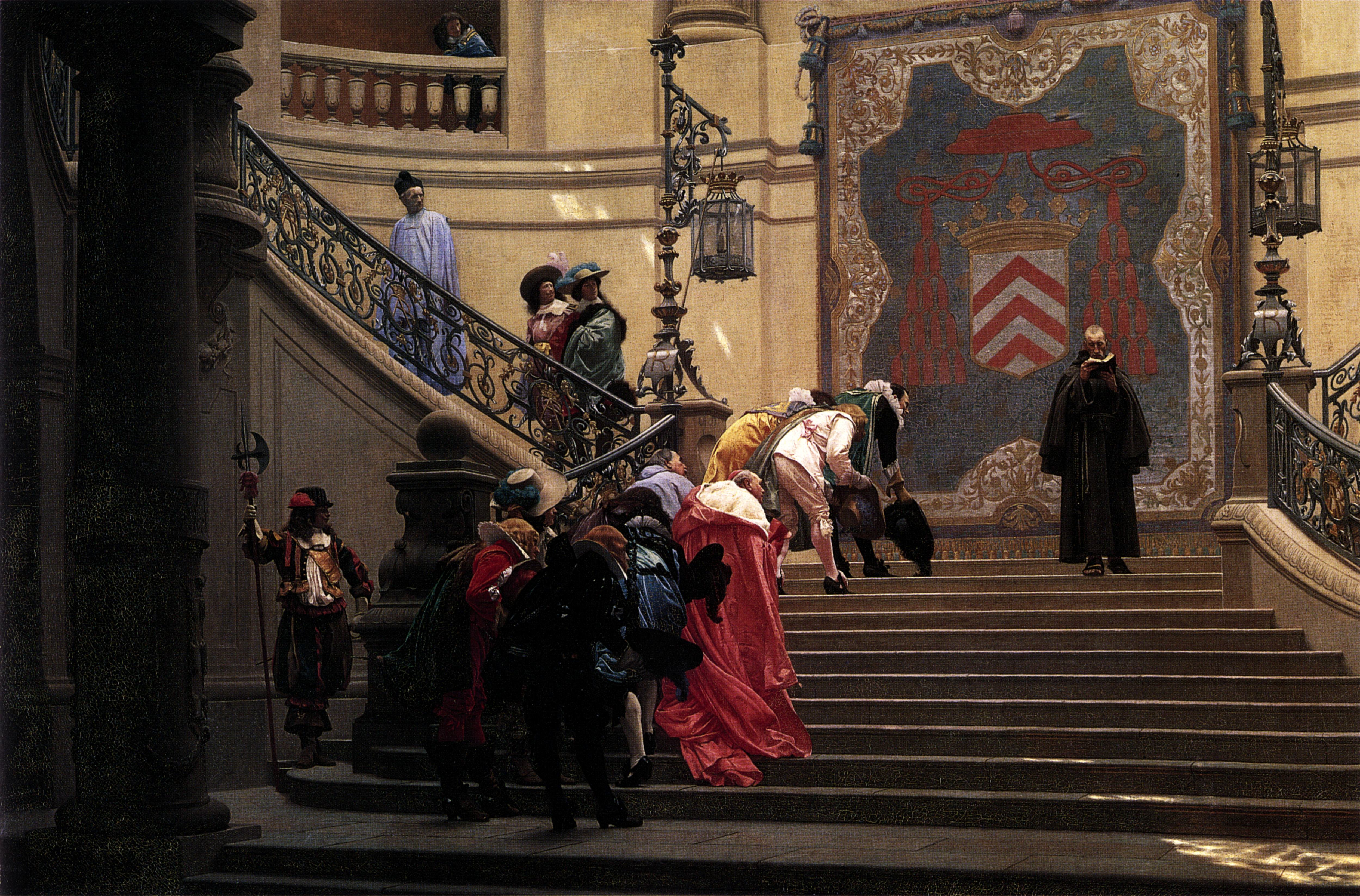
Jean-Léon Gérôme, Szara eminencja, 1873

Szara eminencja (fr. éminence grise) – wyrażenie stosowane wobec osób sprawujących faktyczną decyzyjność w najważniejszych sprawach, których działania są jednak niedostrzegalne dla szerokiej opinii. Termin szara eminencja wywodzi się od kapucyna ojca Josepha dyplomaty i bliskiego doradcy kardynała Richelieu, od szarego koloru habitu zakonnego nadano mu wyżej wymieniony przydomek.
We współczesnej Polsce rolę szarej eminencji (dawniej: totumfacki) przypisywano często wielu osobom i mieli nimi być m.in. Mieczysław Wachowski, ks. Adam Boniecki, o. Tadeusz Rydzyk, kard. Stanisław Dziwisz, Bronisław Geremek, Rafał Grupiński, Marian Krzaklewski, Jarosław Kaczyński.
Wcześniej w Polsce rolę szarej eminencji przypisywano np. Arturowi Śliwińskiemu – „szarej eminencji” marszałka Piłsudskiego, Józefowi Retingerowi – doradcy Władysława Sikorskiego.

## Kalendarium historii polskich szarych eminencji
- 1100 – Sieciech – komes pałacowy, palatyn, który intrygował, wykorzystując słabość księcia Władysława Hermana. Według Galla Anonima dążył „wszelkimi sposobami do wygubienia całego rodu” Piastów, a był przy tym związany występną miłością z drugą żoną księcia Judytą Salicką, słynącą ze swobodnego trybu życia. Walki o przejęcie władzy Sieciech jednak nie wygrał, znikając z kart dziejów po 1100.[11]
- 1420 – Zbigniew Oleśnicki – wygłosił śmiałą mowę przed Zygmuntem Luksemburczykiem, zyskując przychylność Jagiełły. Zaczął mu doradzać i szybko awansował do godności biskupa krakowskiego i pierwszego w dziejach Polaka kardynała. Równie szybko stał się oponentem króla. „W swoje ręce uchwycił rządy całego państwa” – pisał historyk Stanisław Smolka.
- 1471 – Filip Buonacorsi, zwany Kallimachem – Włoch zamieszany w spisek przeciw papieżowi, który schronił się w Polsce. Prowadził w imieniu króla Kazimierza Jagiellończyka działalność polityczną jako poseł polski, stając się ekspertem w sprawach włoskich, tureckich i zapewne nie stroniąc jednocześnie od służenia interesom Wenecji. Wywierał duży wpływ na politykę wschodnią królów Kazimierza IV i Jana I i powierzano mu misje dyplomatyczne.
- 1488 – Prymas Polski Fryderyk Jagiellończyk – był szóstym synem i dziewiątym dzieckiem Kazimierza Jagiellończyka, króla Polski i wielkiego księcia litewskiego, i jego żony Elżbiety Rakuszanki. Kardynał, arcybiskup gnieźnieński i prymas Polski, biskup krakowski. Działał na rzecz objęcia tronu polskiego przez brata, Jana Olbrachta w 1492; w 1501 przyczynił się do wyboru kolejnego z braci, Aleksandra, na króla Polski, co wzmocniło unię polsko-litewską.
- 1525 – Marco de la Torre – spowiednik królewski. Bona Sforza (druga żona Zygmunta Starego, matka Zygmunta Augusta i Anny Jagiellonki) powierzała franciszkaninowi prowadzenie polityki antyhabsburskiej.
- 1547 – Mikołaj Radziwiłł Czarny – brat stryjeczny wielkiej miłości króla Zygmunta, Barbary Radziwiłłówny. Po śmierci królowej (1551) stopniowo rolę tę przejęli Mniszchowie, ród wywodzący się z Czech. Burgrabia krakowski Mikołaj Mniszech i jego krewni organizowali Zygmuntowi Augustowi rozmaite atrakcje.
- 1592 – Urszula Meierin (właśc. Urszula Gienger ok. 1570–1635) – była nieformalną pośredniczką w kontaktach króla Zygmunta III Wazy i królowej Anny z obcymi dworami, a także z senatorami Rzeczypospolitej, obraz wiernej sługi (kanclerz Stanisław Radziwiłł).
- 1598 – Królowi Zygmuntowi III Wazie doradzali jezuici: Piotr Skarga, Bernard Gołyński i Andrzej Bobola, a przed wyprawą króla do Szwecji z polecenia legata papieskiego Antonio Possevino, wysłani zostali z misją specjalną do Szwecji wspomniany Gołyński i kolejny jezuita Bartłomiej Tomaszewicz[12].
- 1646 – Ludwika Maria Gonzaga – po poślubieniu Jana Kazimierza wywierała bardzo duży wpływ na króla, za nos królem wodziła (Joachim Jerlicz).
- 1665 – Marysieńka – żona Jana Sobieskiego miała wielki wpływ na króla, który tylko w jej obecności przyjmował ambasadorów. W kwestiach finansowych króla rolę taką pełnił Becalel Ben Natan[13].
- po 1750 – Jerzy August Mniszech, marszałek nadworny koronny, nieformalny przywódca kamaryli Mniszcha, koterii dworskiej w czasach panowania Augusta III Sasa.
- 1764-1769 – Nikołaj Repnin, ambasador rosyjski w Rzeczypospolitej, jeden z organizatorów zamachu stanu, który wyprowadził do władzy Stanisława Poniatowskiego. Stworzył fundamenty protektoratu rosyjskiego w Polsce i Litwie.